# Parauchenoglanis punctatus
Parauchenoglanis punctatus es una especie de pez de la familia Claroteidae en el orden de los Siluriformes.

## Morfología
• Los machos pueden llegar alcanzar los 41 cm de longitud total.

## Hábitat
Es un pez de agua dulce y de clima tropical (24 °C-28 °C).

## Distribución geográfica
Se encuentran en África: río Benito (Guinea Ecuatorial),  cuenca del río Ogooué (Gabón) y cuenca del río Congo.